# Nothris verbascella
Nothris des molènes
Espèce
Nothris verbascella, le/la Nothris des molènes, est une espèce de microlépidoptères de la famille des Gelechiidae.

## Description
D'une envergure de 19 à 23 millimètres, ce papillon jaune clair possède des ailes plus ou moins piquetées d'écailles noires avec 3 taches noires et un liseré marginal de points noirs.

## Biologie
Les chenilles se développent de façon grégaire sur diverses espèces de molènes (genre Verbascum) dans des habitats tels que les friches et talus. Les adultes sont visibles de mai à juin puis de juillet à septembre.

## Répartition
Europe, Proche-Orient et Extrême-Orient ; répandu en France mais surtout dans le Sud du pays et en Corse. L'espèce serait également signalée d'Algérie.

## Classification
Le nom valide complet (avec auteur) de ce taxon est Nothris verbascella (Denis & Schiffermüller), 1775.
L'espèce a été initialement classée dans le genre Tinea sous le protonyme Tinea verbascella Denis & Schiffermüller, 1775.
Nothris verbascella a pour synonymes :
- Nothris discretella Rebel, 1889
- Nothris verbascella f. alarella Klimesch, 1968
- Nothris verbascella clarella Amsel, 1935
- Rhinosia verbascella (Denis & Schiffermüller, 1775)
- Tinea verbascella Denis & Schiffermüller, 1775
- Ypsolophus verbascellus (Denis & Schiffermüller, 1775)